# Бургер, Шалк Виллем
Шалк Виллем Бургер (африк. Schalk Willem Burger; 1852—1918) — южноафриканский политический деятель.

## Биография

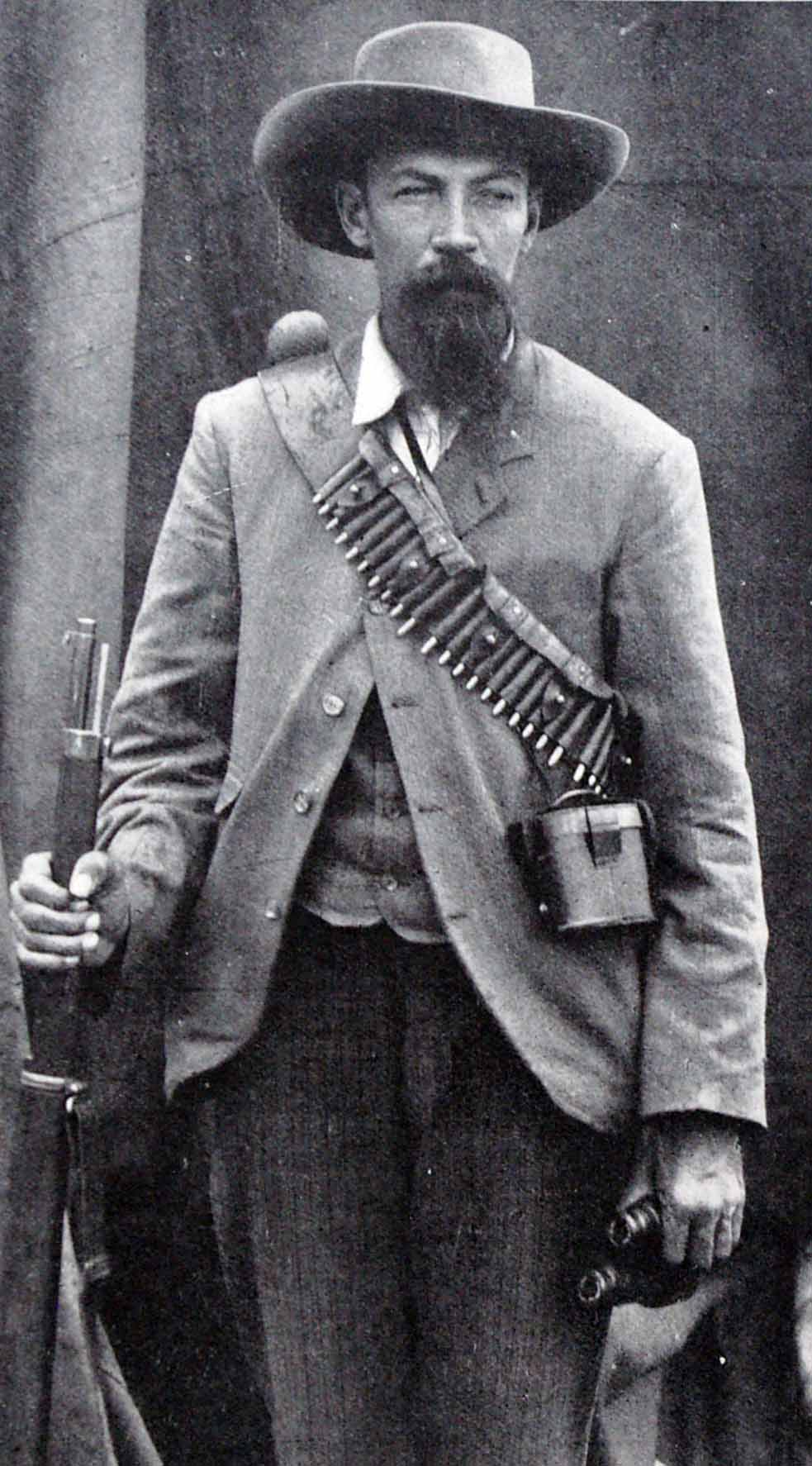
Шалк Виллем Бургер

Шалк Виллем Бургер родился 6 сентября 1852 года в городе Машишинге.
Сперва был фермером; с 1887 года стал членом Фольксрада Южно-Африканской республики, а в 1895 году избран его президентом.
С 1896 года Бургер являлся членом исполнительного совета.
В 1899 году Бургер принял деятельное участие в Англо-бурской войне в звании генерала. После отъезда президента Пауля Крюгера из Африки с целью добиться выступления великих держав за скорейшее заключение мира и сохранение независимости бурских республик (10 сентября 1900 года), он был заместителем президента Южно-Африканской республики, но в то же время продолжал активное участие в боевых действиях.
31 мая 1902 года он согласился на подписание мирного договора в местечке Феринихинг под Преторией, по которому буры признали аннексию Трансвааля и Оранжевой Республики Британией. Согласно его положениям буры признавали власть британской Короны, но взамен правительство объявляло амнистию участникам боевых действий, обещало предоставить бурам в будущем самоуправление, давало разрешение на использование голландского языка в школьном преподавании и в судах, обязалось возместить убытки, нанесенные фермерам действиями британских войск.
Шалк Виллем Бургер умер 5 декабря 1918 года в местечке Крюгерспос.